# Lulach
Lulach, Gaelisch: Lulach mac Gille Coemgáin (Moray, ? - Strathbogie, 17 maart 1058), bijgenaamd de Gek, was koning van Schotland van augustus 1057, toen hij in Scone gekroond werd, tot en met 17 maart 1058 toen hij in Strathbogie bij Huntly werd gedood door Malcolm Canmore.
Lulach was de zoon van Gille Coemgáin mac Máil Brigti en Gruoch ingen Boite, die hertrouwde met Macbeth, waardoor hij als stiefzoon in aanmerking kwam voor de troon.
Lulach werd begraven op Iona.